# Tapio Wilska
Tapio Wilska est un chanteur de metal né le 19 septembre 1969 à Savonlinna en Finlande. Il est le principal chanteur du groupe de heavy metal Sethian et l'ancien chanteur du groupe Finntroll. Il puise son inspiration dans des groupes comme Black Sabbath, Motörhead, Dead Kennedys, Venom, Thin Lizzy et The Pixies.
Il a également participé aux chansons Devil & the Deep Dark Ocean et The pharaoh sails to Orion dans l'album Oceanborn de Nightwish en chantant.